# Tadaoka
Tadaoka (忠岡町, Tadaoka-chō) és una vila i municipi de la prefectura d'Osaka, a la regió de Kinki, Japó. Tadaoka és l'únic municipi integrant del districte de Senboku.

## Geografia
El municipi de Tadaoka es troba cap al sud-oest de la prefectura d'Osaka, sent part de la regió prefectural de Senboku. Oficialment, Tadaoka forma part del districte de Senboku. La vila de Tadaoka limita al nord amb el municipi d'Izumiōtsu, al sud amb el de Kishiwada i a l'est amb el d'Izumi. A l'oest de Tadaoka només es troba la badia d'Osaka i la mar de Seto. Tadaoka té instal·lacions portuàries aprofitant la seua línia de costa.

## Història
Des d'antic, Tadaoka ha format part del districte de senboku de l'antiga província d'Izumi.

### Cronologia
- 1896: S'estableix el districte de Senboku i Tadaoka passa a formar part d'ell.
- 1939: Tadaoka assoleix l'estat actual de vila.
- 2003: Es va establir un consell per a la possible fusió de Tadaoka amb Kishiwada.
- 2004: Se celebra un referèndum per a la proposta de fusió. Aquesta es rebutjada amb 6.804 vots en contra del 2.797 que aproven la fusió. L'ajuntament abandona el projecte de fusió.

## Transport
- Ferrocarril Elèctric Nankai
  - Estació de Tadaoka

## Vilatans il·lustres
- Ryang Yong-Gi, futbolista nord-coreà nascut a Tadaoka.[2]